# Ясний (титул)

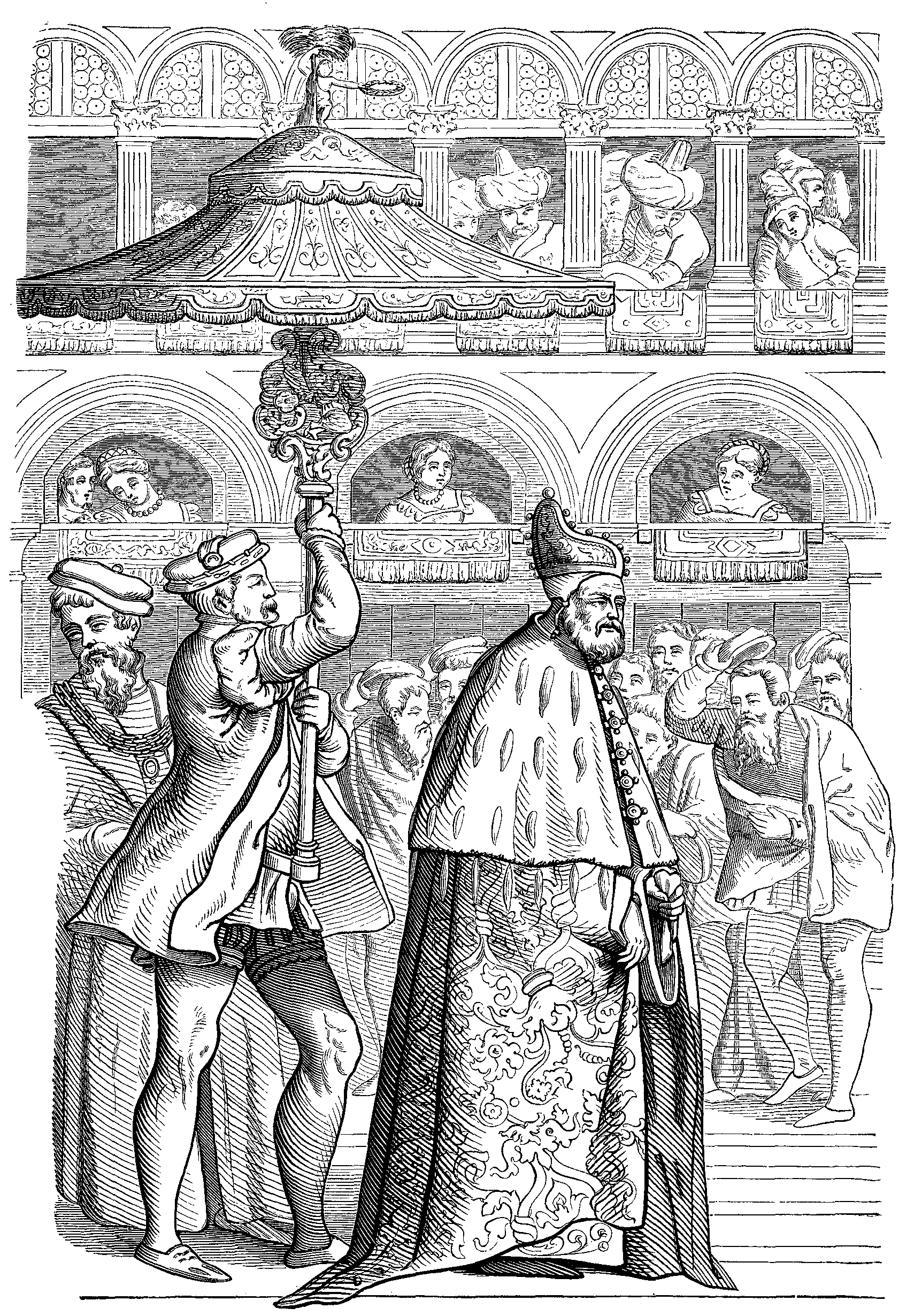
Процесія Дожа

Ясний пане (венец.: Serenità) — форма звертання, що використовувалась при звернені до певних титулованих князівських чи шляхетських осіб. Використовується також з додаванням слів «Ваша», «Його» — «Ваша ясність».
Також використовувався як звернення та частина офіційного титулу у Венеційських дожів.
Титул бере свій початок від одного з вищих титулів Римської імперії illustris. При імператорі Костянтині Великом "illustri" титулувались вищі сановники, а пізніше сенатори.
За часів Священної Римської імперії титул "vir inluster" при дворі Карла Великого був наданий князям та єпископам.
В Середньовічних німецьких князівствах, Королівстві Богемії та Речі Посполитій існував титул Ясніший, що також походить від "illustri" («ясний»).